# Adient
Die Adient PLC ist ein weltweit tätiger Zulieferer für Autositze. Das Unternehmen mit Sitz in Dublin entstand 2016 durch die Ausgründung des ehemaligen Automotive Experience Geschäftsbereichs von Johnson Controls. Adient wird seit dem 31. Oktober 2016 an der New Yorker Börse unter dem Kürzel ADNT gehandelt. Adient ist der weltweit größte Autositzhersteller mit etwa 33 % Marktanteil.

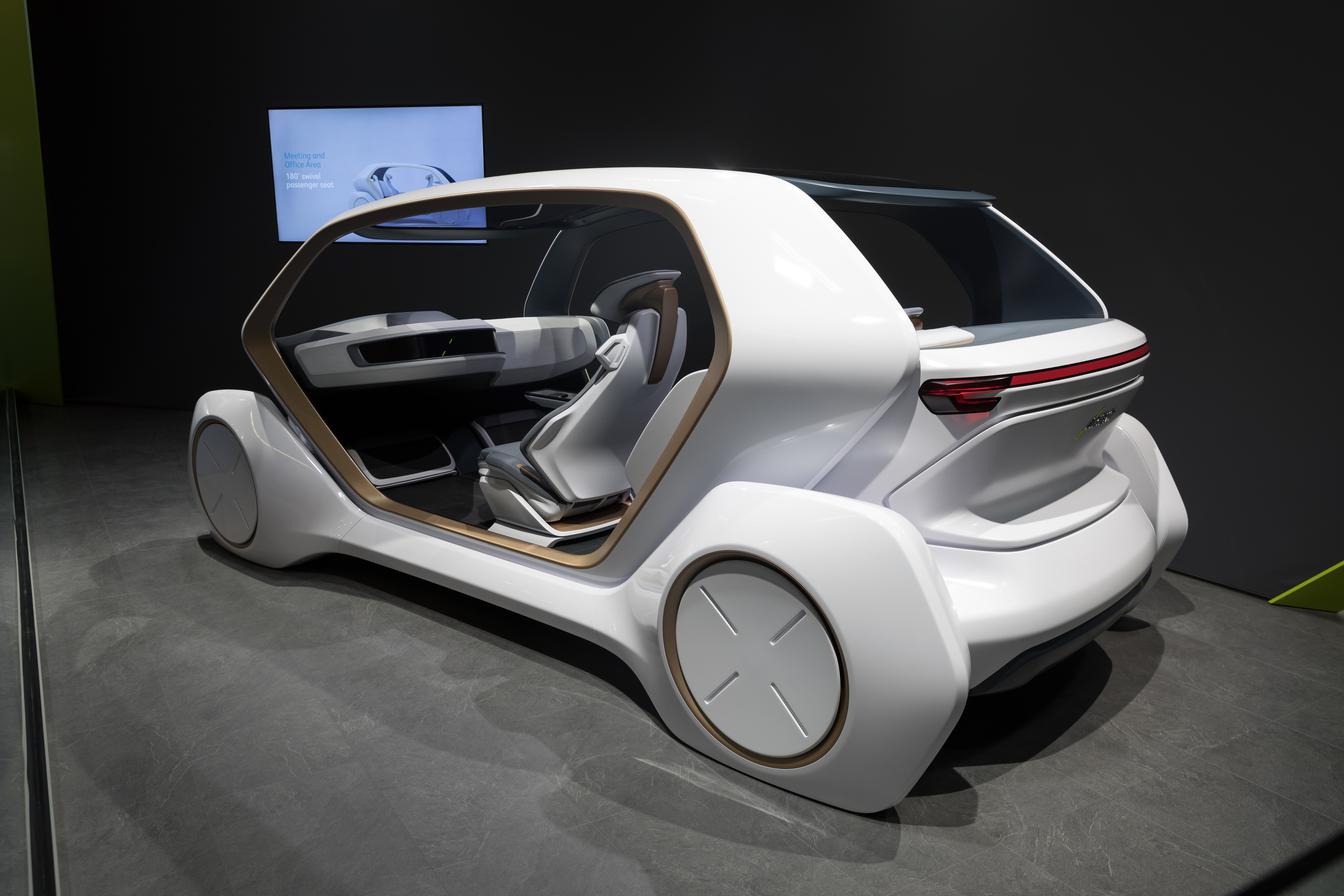
Konzeptfahrzeug von Adient

## Geschichte

### Herkunft
Als Ausgründung des Geschäftsbereichs für Autositze von Johnsons Controls gehören die seit dem Einstieg von Johnson Controls in das Geschäft mit Autositzen vollzogenen Zukäufe, Partnerschaften und Joint Venture zu Adient.
Erstmals trat Johnson Controls im März 1985 in das Geschäft durch die Übernahme des in Ann Arbor im US-Bundesstaat Michigan ansässigen Unternehmens Hoover Universal ein. Johnson Controls übernahm das 1911 als Hoover Ball and Bearing Co. gegründete und 1977 in Hoover Universal umbenannte Unternehmen mit seinen weltweit über 84.000 Mitarbeitern an 57 Standorten für 490 Millionen US-Dollar.
Ende der Achtzigerjahre erweiterte Johnson Controls seine Tätigkeiten im Bereich Autositze mit den Übernahmen der Naue Gruppe mit Sitz im nordrhein-westfälischen Espelkamp und der im hessischen Dautphetal ansässigen Lahnwerke.
Im Jahr 1996 übernahm Johnson Controls den Zulieferer von Konsolen, Dachhimmeln und Elektronik Prince Automotive mit 4.500 Mitarbeitern und 8 Produktionsstätten für 1,35 Milliarden US-Dollar. Zwei Jahre später, im Mai 1998, kaufte Johnson Controls die Becker Group, einen 1954 in Detroit gegründeten Hersteller von Autoinnenraumverkleidungen.
Mit der Übernahme des Zulieferers für Sitzversteller, Lander Automotive, mit Sitz im baden-württembergischen Nufringen, erweiterte Johnson Controls seine Präsenz in Deutschland im Jahr 2007.
Aus der Insolvenz heraus kaufte Johnson Controls im Jahr 2008 große Teile des in Dearborn, Michigan, ansässigen Unternehmens Plastech Engineered Products und überführte es in ein Joint Venture zu dem Johnson Controls fünf eigene Werke und 135 Millionen US-Dollar beisteuerte. Das zusammengeschlossene Unternehmen produziert spritzgegossene Boden- und Türkonsolen.
Im Jahr 2010 kaufte Johnson Controls den deutschen Zulieferer von Oberflächenmaterialien für Instrumententafeln, Benoac Fertigteile, mit 60 Mitarbeitern. Im weiteren Verlauf des Jahres erwarb Johnson Controls den in Laroque-d’Olmes ansässigen französischen Zulieferer von Textilien und Sitzbezügen, Michel Thierry, mit 23 Werken und rund 1.700 Mitarbeitern in 15 Ländern.
Der 1849 gegründete Zulieferer von Sitzstrukturen, -komponenten und -mechanismen, C. Rob. Hammerstein, mit Sitz in Solingen und seine 3.600 Mitarbeiter wurden im Jahr 2011 übernommen. Im gleichen Jahr erwarb Johnson Controls einen weiteren Zulieferer von Sitzstrukturen, -komponenten und -mechanismen: Keiper aus Kaiserslautern wurde mit 4.750 Mitarbeitern an 13 Standorten übernommen. In diesem Zuge ging auch der Spezialsitz-Hersteller Recaro Automotive Seating an Johnson Controls. Recaro Automotive Seating nutzt die Marke Recaro seitdem in Lizenz der Recaro Holding. Recaros Geschäftsbereiche Recaro Aircraft Seating sowie Recaro Child Safety verblieben im Besitz der Recaro Holding.

### Ausgründung
Am 2. Juli 2015 gründete Johnson Controls offiziell sein Geschäft für Innenausstattung in ein Joint Venture mit Yanfeng Automotive Trim Systems, einem Tochterunternehmen der chinesischen SAIC, aus. Dabei erhielt Johnson Controls 30 Prozent und Yanfeng 70 Prozent der Anteile an dem Joint Venture mit dem Namen Yanfeng Automotive Interiors. Der Johnson Controls Anteil von 30 Prozent ging 2016 auf Adient über.
Ende Juli 2015 gab Johnson Controls dann bekannt, auch seinen Geschäftsbereich Automotive Experience (heute Adient) ausgründen zu wollen. Die Trennung wurde zum 31. Oktober 2016 mit der Ausgabe von einer Stammaktie für jeweils zehn Johnson Controls-Anteile an Aktionäre vollzogen, die Aktien am 19. Oktober 2016, dem Stichtag für die Ausgabe, hielten.

### Entwicklung seit der Gründung
Am 21. August 2017 kündigte Adient die Übernahme der Futuris Group für 360 Millionen US-Dollar an. Futuris ist ein Hersteller von Autositzen und Innenraumsystemen mit 15 Werken in Nordamerika und Asien.

### Name
Der Name des Unternehmens nach der Ausgründung von Johnson Controls wurde auf einer Investorenkonferenz im Januar 2016 bekannt gegeben. Es ist ein erfundenes Wort mit lateinischem Ursprung. Nach Unternehmensangaben steht Adient dafür, eine „Situation oder einen Impuls zu akzeptieren und weiterzuentwickeln“. Dies soll den permanenten Antrieb des Unternehmens widerspiegeln, die Wettbewerbsfähigkeit zu erhöhen und sich ständig zu verbessern.

## Unternehmensstruktur
Adient produziert und liefert Komplettsitze und Sitzkomponenten an seine Kunden. Im Bereich Spezialsitze stellt das Unternehmen unter anderem Sitze für Rennwagen und andere Personenkraftwagen und Nutzfahrzeuge her. In Joint Ventures auf der ganzen Welt produziert Adient zudem Innenausstattungen für Automobile.

### Produkte
- Komplettsitze: Adient liefert und produziert komplette Sitzsysteme Just-in-time oder Just-in-Sequence an die Montageanlagen der Kunden. Dafür benötigte Komponenten wie etwa Metallstrukturen und Sitzmechanismen sowie Schaumstoffe für Sitzpolster und Sitzbezüge kommen entweder aus Adients eigener Sitzteilproduktion oder aus der von Wettbewerbern.[22]
- Sitzkomponenten: Das Unternehmen produziert Sitzstrukturen und -mechanismen, wie etwa Vordersitz- und Rücksitzstrukturen, Sitzschienen, Sitzlehneneinsteller, Höhenversteller, Sitzarretierungen, Schaumstoff für Sitzpolster, Rückenlehnen oder Kopfstützen. Darüber hinaus produziert Adient Textilien für Sitze und Türpanele sowie Armlehnen. Adient schneidet zudem Textilien und Leder für Sitzbezüge zu, näht und bestickt diese.[23]
- Spezialsitze: Im Bereich Spezialsitze entwickelt, produziert und vertreibt das Unternehmen Spezialsitze für Pkw und Lkw im Erstausrüstungs- und im Nachrüstungsgeschäft. Im Januar 2020 verkaufte Adient den Geschäftsbereich Recaro Automotive Seating.[24]
- Flugzeugsitze: Im März 2017 hat Adient angekündigt, dass das Unternehmen Kooperationsmöglichkeiten im Bereich Flugzeugsitze untersucht.[25][26] Im Januar 2018 haben Adient und der Flugzeughersteller Boeing die Absicht zur Gründung von Adient Aerospace, einem Joint Venture für Flugzeugsitze, bekannt gegeben.[27] Adient soll daran 50,01 Prozent und Boeing 49,99 Prozent halten.[28] Auf der Aircraft Interiors Expo 2018 haben Adient und Boeing gemeinsam  erste Sitz-Prototypen vorgestellt.[29]

### Joint Ventures
Insbesondere in China betreibt Adient sein Geschäft mit Autositzen über Joint-Venture-Partnerschaften mit chinesischen Automobilherstellern. Der Bereich für die Herstellung von Innenausstattungen mit seinen weltweiten Aktivitäten wird darüber hinaus im Joint Venture Yanfeng Automotive Interiors konsolidiert.

### Standorte
Adient beschäftigt ca. 86.000 Mitarbeiter an mehr als 250 Betriebsstätten in 37 Ländern.

#### Amerika

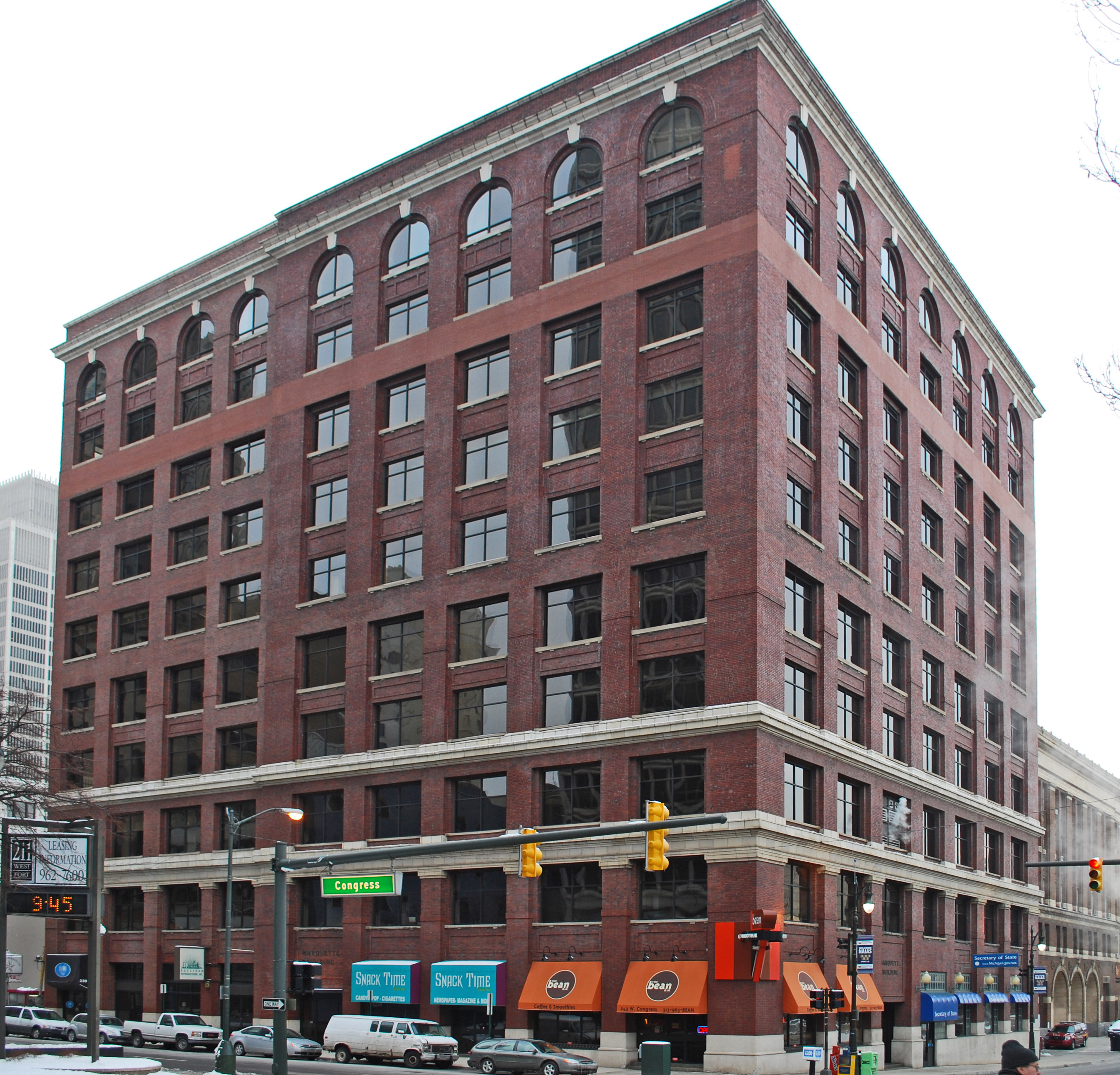
Marquette Building, Adients zukünftige globale Unternehmenszentrale in Detroit

In Nordamerika unterhält Adient 76 Betriebsstätten in den USA, Kanada und Mexiko. In Südamerika betreibt Adient acht Betriebsstätten in Argentinien und Brasilien. Am 30. November 2016 gab Adient bekannt, dass es das Marquette Building in Detroit erworben hat und seine operative Unternehmenszentrale nach Renovierungsarbeiten dorthin verlegen will. Die Pläne wurden, nach schwachen Unternehmensergebnissen im vorausgegangenen Quartal, im Juni 2018 wieder verworfen.

#### Europa und Afrika
Adient hat 106 Standorte in 19 europäischen Ländern sowie fünf Produktions- und Montagewerke in Afrika. Die Europazentrale des Unternehmens befindet sich im nordrhein-westfälischen Burscheid.

#### Asien
Adients China-Zentrale befindet sich in Shanghai. Mit 33.000 Mitarbeitern in 19 Joint Ventures im Sitzbereich betreibt Adient in China 73 Werke. Im Geschäftsjahr 2017 erwirtschaftete Adient – meist über nicht konsolidierte Joint Ventures – 8,1 Milliarden US-Dollar Umsatz in China.
Die Zentrale für die übrigen Länder Asiens befindet sich in Yokohama, Japan. Das Unternehmen unterhält Produktions- und Montagewerke sowie Entwicklungszentren in verschiedenen weiteren asiatischen Ländern, wie etwa Indien, Malaysia, Südkorea, Thailand oder Vietnam.

### Unternehmensleitung
Adient wird operativ von einem sogenannten Executive Team geleitet. Die Aktivitäten des Unternehmens werden von einem Verwaltungsrat (Board of Directors) überwacht. Ähnlich dem deutschen Aufsichtsrat besteht dieser hauptsächlich aus externen Personen.

#### Executive Team
Das Unternehmen wird derzeit von Interim CEO Frederick A. Henderson geführt. Weitere Mitglieder des Vorstandes sind Jeff Stafeil als Executive Vice President und Chief Financial Officer, Neil Marchuk als Executive Vice President und Chief Human Resources Officer, Eric Mitchell und Byron Foster als Executive Vice President, Brian Grady als Vice President Commercial, Sheryl Haislet als Vice President und Chief Information Officer, Cathleen A. Ebacher als Vice President und Leiterin der Rechtsabteilung, Glen Ponczak als Vice President verantwortlich für Kommunikation und Investor Relations, und Paul W. Van Hoof als Vice President für Corporate Development.

#### Board of Directors
Der Verwaltungsrat des Unternehmens besteht aktuell aus sieben Mitgliedern mit dem ehemaligen Johnson Controls Chairman, John M. Barth, als Interim Chairman. Weitere Mitglieder des Board of Directors sind Interim CEO Frederick A. Henderson, Julie L. Bushman,  Peter H. Carlin, Raymond L. Conner, Richard Goodman und Barb Samardzich.